# Chích lá Trung Hoa
Chích lá Trung Hoa (danh pháp hai phần: Phylloscopus yunnanensis, P. sichuanensis là từ đồng nghĩa) là một loài chích lá thuộc chi Chích lá, họ Chích lá. Loài này phân bố ở Trung Quốc, Myanma và Thái Lan. Môi trường sinh sống tự nhiên của nó là rừng khô cận nhiệt đới hoặc nhiệt đới hoặc rừng cây bụi trên cao cận nhiệt đới hoặc nhiệt đới.